# برمفیلد، کامبریا
برمفیلد (به انگلیسی: Bromfield) یک روستا و محله مدنی در بریتانیا است که در الیردال واقع شده‌است. برمفیلد ۵۱۰ نفر جمعیت دارد.